# Leonardo S.p.A.
Leonardo S.p.A., trước đây được gọi là Leonardo-Finmeccanica và Finmeccanica, là một tập đoàn đa quốc gia và là một trong những người dẫn đầu trong lĩnh vực hàng không vũ trụ, quốc phòng và an ninh. Có trụ sở tại Rome, công ty có 180 vị trí trên toàn cầu. Đây là tập đoàn lớn thứ chín trong lĩnh vực thầu quốc phòng trên toàn cầu dựa trên doanh thu năm 2016. Công ty thuộc sở hữu một phần của chính phủ Ý thông qua Bộ Kinh tế và Tài chính, nắm giữ 30,2% cổ phần của công ty và là cổ đông lớn nhất.
Vào ngày 1 tháng 1 năm 2016, Leonardo-Finmeccanica đã trở thành một tập đoàn công nghiệp duy nhất thông qua việc tích hợp các hoạt động của các công ty con AgustaWestland, Alenia Aermacchi, DRS Technologies, Selex ES, Oto Melara và WASS. Công ty được tổ chức thành năm bộ phận (Máy bay trực thăng, Máy bay, Cơ cấu hàng không, Điện tử, An ninh mạng) và cũng là tập đoàn mẹ và trung tâm điều hành cho các công ty con và liên doanh, gồm Telespazio, Thales Alenia Space, MBDA và ATR. Leonardo được niêm yết trên Borsa Italiana và là thành phần của FTSE MIB và Chỉ số bền vững của Dow Jones.
Đến tháng 4 năm 2016, công ty được biết đến với tên gọi Leonardo-Finmeccanica trong khuôn khổ quá trình tái cấu trúc do CEO Mauro Moretti thực hiện kể từ khi tiếp quản nhiệm vụ vào năm 2014. Công ty đã đổi tên thành Leonardo S.p.A vào ngày 1 tháng 1 năm 2017, tưởng nhớ nhà phát minh người Ý, Leonardo da Vinci.

## Lịch sử

### Thành lập
Công ty được thành lập vào năm 1948 với tư cách là một công ty cơ khí thuộc sở hữu của nhà nước IRI. Finmeccanica đã tổ chức trong nhiều năm như một trong những doanh nghiệp lịch sử của Ý, bao gồm Alfa Romeo (ô tô), Aeritalia (hàng không vũ trụ) và Ansaldo (kỹ thuật). Từ thập kỷ 1960 đến thập kỷ 1980, lĩnh vực quốc phòng và hàng không vũ trụ đã được tách thành các thực thể thuộc sở hữu của nhà nước: EFIM sở hữu nhà sản xuất máy bay trực thăng Agusta, công ty quốc phòng Oto Melara và doanh nghiệp điện tử Officine Galileo. Còn STET (một công ty con khác của IRI) nắm giữ Selenia, Elsag và SGS Thomson, tất cả đều là các doanh nghiệp điện tử với các lĩnh vực chuyên sâu về an ninh quốc phòng. Năm 1989, thông qua một quy trình tái tổ chức nội bộ của IRI, STET đã đưa các doanh nghiệp điện tử của mình vào Finmeccanica và kết hợp Aeritalia-Selenia để tạo thành công ty con hàng không vũ trụ Alenia.

### 1990s
Năm 1992, EFIM gặp khó khăn về tài chính và bị ảnh hưởng nghiêm trọng. Agusta, Oto Melara, Officine Galileo và Breda sau đó đã được chuyển giao đến Finmeccanica, biến công ty này thành một trong những tập đoàn công nghiệp quan trọng nhất của Ý. Trước đây, Finmeccanica thuộc sở hữu hoàn toàn của IRI, sau đó đã được tư nhân hóa một phần vào năm 1993, khi công ty được niêm yết trên sàn giao dịch chứng khoán Milan Borsa Italiana.
Cũng trong năm 1992, Agusta Finmeccanica trở thành đối tác chiếm 32% cổ phần trong NHIndustries, nhà thầu chính sản xuất máy bay NH90, cùng với Eurocopter (chiếm 62,5%) và Fokker (chiếm 5,5%).

### Thập niên 2000
Vào tháng 7 năm 2000 Finmeccanica và Anh GKN đã đồng ý hợp nhất các công ty con trực thăng tương ứng của họ (Agusta và Máy bay trực thăng GKN-Westland) để tạo thành AgustaWestland. Vào tháng 12 năm 2001, việc kinh doanh tên lửa của Alenia Marconi Systems (AMS), một công ty chung Finmeccanica / BAE Systems, đã được sáp nhập với các nhà sản xuất tên lửa khác của châu Âu để tạo thành [MBDA] nhà sản xuất tên lửa lớn nhất
. Vào tháng 7 năm 2003 Finmeccanica và BAE Systems đã tuyên bố ý định thành lập ba công ty liên doanh, được gọi chung là Eurystems. Các công ty này sẽ tập hợp các hệ thống điện tử hàng không, C4ISTAR và các doanh nghiệp truyền thông của hai công ty. Vào tháng 3 năm 2007, BAE Systems đã bán 25% cổ phần của mình cho Finmeccanica cho với giá 400 triệu euro. Vào tháng 1 năm 2013, công ty đã sáp nhập với các công ty điện tử quốc phòng khác của Finmeccanica, SELEX Elsag và SELEX Sistemi Integrati, để trở thành Selex ES. Vào tháng 5 năm 2008 Finmeccanica đã tuyên bố ý định mua nhà thầu quốc phòng Hoa Kỳ DRS Technologies với giá gần 5,2 tỷ đô la. Vào ngày 22 tháng 10 năm 2008, việc bán DRS Technologies đã được hoàn tất.

### Thập niên 2010
Trong năm 2011-2013, các email Finmeccanica đã được xuất bản bởi WikiLeaks và Finmeccanica phải chịu các yêu cầu tư pháp trên một số mặt trận và thay đổi quản lý.
Theo email Finmeccanica được công bố trong Các hồ sơ Syria do WikiLeaks phát hành vào ngày 5 tháng 7 năm 2012, Finmeccanica đã tăng việc bán thiết bị liên lạc di động cho chính quyền Syria trong năm 2011, giao 500 trong số này cho vùng ngoại ô Damascus Muadamia vào tháng 5 năm 2011, sau khi khởi nghĩa Syria đã bắt đầu và gửi các kỹ sư đến Damascus vào tháng 2 năm 2012 để đào tạo sử dụng các thiết bị liên lạc trong các nhà ga trực thăng, trong khi cuộc nổi dậy tiếp tục. Finmeccanica tuyên bố rằng việc bán thiết bị là hợp pháp, chúng đã xảy ra "trước khi bùng nổ xung đột bên trong Syria" và thiết bị "được thiết kế để sử dụng cho người ứng cứu khẩn cấp" chỉ dành cho dân sự.
Vào ngày 12 tháng 2 năm 2013, giám đốc điều hành, Giuseppe Orsi, đã bị bắt vì tội tham nhũng. Các công tố viên cáo buộc rằng ông đã trả tiền hối lộ để đảm bảo bán 12 máy bay trực thăng cho chính phủ Ấn Độ, khi ông là người đứng đầu đơn vị AgustaWestland của nhóm.
Vào tháng 7 năm 2013, chính phủ Letta đã bổ nhiệm cựu cảnh sát trưởng Giovanni De Gennaro làm Chủ tịch Finmeccanica. Vào tháng 12 năm 2013 Finmeccanica đã bán 39,55% vốn cổ phần của mình tại Ansaldo Energia cho Fondo Strategico Italiano. 15% cổ phần còn lại của Finmeccanica sẽ được bán vào ngày 31 tháng 12 năm 2017.
Trong nửa đầu năm 2014, Giám đốc điều hành và Tổng giám đốc mới của Finmeccanica, Mauro Moretti đã bắt đầu một quá trình thay đổi sâu sắc cho Tập đoàn, cả về lựa chọn chiến lược và cơ cấu tổ chức. Mục tiêu là tạo ra một nhóm gắn kết và hiệu quả hơn, trong đó tất cả các quy trình (nghiên cứu, tiếp thị và bán hàng, kỹ thuật, mua sắm, chiến lược và quản trị) được tập trung và tích hợp và có thể tương tác hiệu quả hơn. Điều này bao gồm các công ty thuộc sở hữu 100% của ngành hàng không vũ trụ và kinh doanh quốc phòng cốt lõi (AgustaWestland, Alenia Aermacchi, Oto Melara, Selex ES và WASS) được chuyển đổi thành bảy bộ phận Finmeccanica mới. Công ty mẹ hiện tại sau đó sẽ trở thành một công ty hoạt động dựa trên bảy lĩnh vực kinh doanh chính, duy trì chức năng công ty mẹ và trung tâm công ty cho các công ty của Tập đoàn loại trừ khỏi mô hình (DRS Technologies, Telespazio, Thales Alenia Space, MBDA và ATR).
Vào cuối năm 2014, Finmeccanica đã chuyển nhượng cổ phần của mình tại BredaMenarinibus cho newco Industria Italiana Autobus (20% Finmeccanica và 80% King Long), do đó tiến thêm một bước trong quy trình hợp lý hóa danh mục đầu tư của Tập đoàn.
Vào năm 2015 Hitachi đã ký một thỏa thuận ràng buộc với Finmeccanica cho việc mua lại AnsaldoBreda của Hitachi, ngoại trừ một số hoạt động cải tổ và hợp đồng còn lại, và của toàn bộ cổ phần Finmeccanica trong vốn cổ phần của Ansaldo STS, khoảng 40% tổng số vốn.
FATA, một công ty con khác của Tập đoàn Finmeccanica kể từ năm 2004, không phải là một phần của hoạt động kinh doanh cốt lõi, đã được bán vào năm 2015 cho công ty Gruppo Danieli, kinh doanh sản xuất các nhà máy thép.
Vào ngày 1 tháng 1 năm 2016, Finmeccanica trở thành một thực thể công nghiệp tích hợp duy nhất đã hấp thụ các hoạt động của AgustaWestland, Alenia Aermacchi, Selex ES, OTO Melara và WASS.

### Từ Finmeccanica đến Leonardo
Một hoạt động đổi thương hiệu của công ty do Mauro Moretti đứng đầu đã bắt đầu vào tháng 3 năm 2016, với một đề xuất thay đổi tên công ty. Từ ngày 1 tháng 1 năm 2017 Finmeccanica chính thức trở thành Leonardo, một cái tên được lấy cảm hứng từ savant người Ý Leonardo da Vinci. Vào ngày 18 tháng 3 năm 2017, Kho bạc Ý đã đề xuất rằng nhân viên ngân hàng kỳ cựu Alessandro Profumo thay thế Mauro Moretti làm CEO của Leonardo, và vào ngày 16 tháng 5, Hội đồng quản trị đã bổ nhiệm Alessandro Profumo vào vai trò.

### Kế hoạch công nghiệp 2018-2022
Vào ngày 30 tháng 1 năm 2018, Leonardo đã trình bày Kế hoạch công nghiệp 2018-2022 với mục đích thực hiện các hành động cần thiết để trở lại tăng trưởng bền vững trong giai đoạn năm năm.
Triển vọng tại các thị trường tham chiếu là tích cực, đặc biệt là ở các thị trường xuất khẩu quốc tế, cho phép Leonardo tập trung vào các cơ hội hiện có cho các doanh nghiệp cốt lõi của mình.
Sau khi thực hiện một số bước để xây dựng mô hình hoạt động của Công ty One One, bây giờ Leonardo xem xét một sự tăng tốc cần thiết để đảm bảo tính bền vững của doanh nghiệp trong trung hạn, củng cố cấu trúc kinh doanh và tăng cường cách tiếp cận thương mại.
Do đó, Kế hoạch công nghiệp 2018-2022 dựa trên quy trình chuyển đổi sẽ được thực hiện trên các lĩnh vực tối ưu hóa mô hình hoạt động, cách tiếp cận khách hàng hiệu quả hơn, đầu tư có mục tiêu để hỗ trợ tăng trưởng, tập trung vào kiểm soát chi phí và danh mục sản phẩm định hình lại.